# Kumite

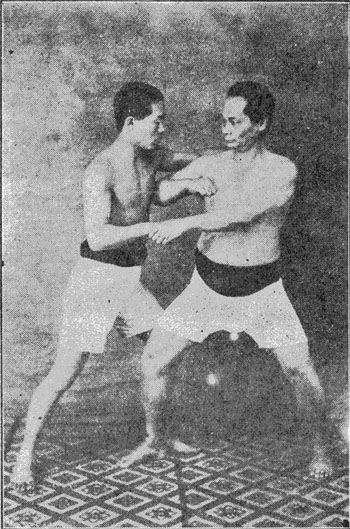
Kumite in 1926 door meester Choki Motobu

Kumite, ook bekend als 'sparren', is een onderdeel van karate (en andere Japanse vechtsporten) waarin men met een partner traint of vecht.
Kumite wordt op verschillende niveaus uitgevoerd. Het laagste niveau is het gohon kumite en deze bestaat uit vijf onderdelen, waarbij de karateka vijf technieken uitvoert. Elke techniek is een aanvalstechniek die door een van beiden wordt uitgevoerd en bij de afronding hiervan door de ander wordt beantwoord met een tegenaanval. Deze methode zorgt ervoor dat de karateka afstand leert houden en maakt hem bekend met de gedachte aangevallen te worden. 
De volgende stap is de sambon kumite met drie onderdelen. Deze methode kent hetzelfde patroon. Het is vooral bedoeld om de karateka in staat te stellen in een kortere tijd meer technieken te oefenen.
De volgende fase van de sparringsoefeningen is het ippon kumite. Dit is het sparren met één onderdeel. Bij deze methode valt de ene karateka aan, die antwoordt met een bekende techniek. De nadruk ligt hier op snelheid en accuratesse. Beide karateka's kennen de voorgeschreven volgorde en er wordt geen onderling contact gemaakt, al worden de technieken uitgevoerd alsof dat wel zo is. Zo zijn ze in staat maximale snelheid en kracht te gebruiken. 
Het laatste aspect van kumite is 'vrij sparren' ofwel jiyu kumite. Bij jiyu kumite probeert de ene karateka de andere aan te vallen om punten te scoren. Het biedt de karateka de kans zichzelf op de proef te stellen. Het is een goede methode om vaardigheden te verfijnen en het is tevens de methode die bij sportkarate wordt gebruikt.
Het gohon kumite, sambon kumite, ippon kumite worden tezamen het kihon kumite genoemd. Bij alle fases van het kumite horen rituelen voordat de kumite plaatsvindt. Bij de eerste drie fases buigen de karateka's, gaat degene die aanvalt in neerwaartse houding staan met lage blokkade. Ondertussen blijft zijn partner in 'yoi' (aandachtshouding) staan. Vervolgens zegt hij waar hij gaat aanvallen: gedan, chudan of jodan (laag, midden of hoog). Wanneer zijn partner dan oss (uitspraak:oes) zegt ter bevestiging dat hij klaar is, mag de karateka aanvallen. Bij jiyu kumite buigen de karateka's en gaat het gevecht van start zodra de scheidsrechter het teken geeft.
| gohon kumite                                                        | sambon kumite                                      | ippon kumite                            | jiyu kumite                                                                        |
| ------------------------------------------------------------------- | -------------------------------------------------- | --------------------------------------- | ---------------------------------------------------------------------------------- |
| vijf onderdelen                                                     | drie onderdelen                                    | één onderdeel                           | vrij sparren                                                                       |
| karateka leert afstand houden met de gedachte aangevallen te worden | karateka leert meer technieken in een kortere tijd | karateka oefent snelheid en accuratesse | karateka valt aan en probeert punten te scoren, wordt ook bij sportkarate gebruikt |